# Джон Б. Уотсън
Джон Бродъс Уотсън (на английски: John Broadus Watson) е американски психолог, основоположник на школата на бихевиоризма след множество изследвания в областта на поведението на животните. Известно е твърдението му, че може да вземе, които и да е 12 здрави бебета и използвайки бихевиористки техники, да създаде от тях каквито си поиска личности. Той е и психологът, който провежда спорния и изпълнен с полемика експеримент познат като ”Малкия Албърт”. По-късно се насочва от психологията към писането на книги за отглеждането на детето. Всепризнати са и постиженията му в областта на рекламната индустрия.

## Биография
Роден е на 9 януари 1878 година в Грийнвил, Южна Каролина. Учи в Университета Фърман, където влиза на 16 години и завършва с магистърска степен едва на 21 години. По-късно влиза в Чикагския университет, за да учи философия при Джон Дюи, по препоръка на професора от Фърман – Гордън Мур, който прекарва там една година творчески отпуск. Уотсън твърди, че не разбира за какво говори Дюи и търси друг ръководител. Спира се на психолога-функционалист Джеймс Ейнджъл (1921 – 1937) и психолога Хенри Доналдсън.
Уотсън решава да работи върху физиологията на кучешкия мозък с Жак Льоб, който по това време е един от най-известните биолози в САЩ и основен поддръжник на идеята, че животът и поведението на живите организми могат да бъдат изцяло обяснени от химията и физиката, без позоваването на предполагаема „жизнена сила“. В съзвучие с тези виждания, Льоб прокламира, че всяко поведение е продиктувано от инстинкта и заучения отговор на стимула.
Влиянието на Дюи, Ейнджъл, Доналдсън и Льоб, водят Уотсън към разработването на един силно описателен, обективен метод в анализа на поведението, който той по-късно нарича ”бихевиоризъм“ (от английската дума за поведение – behavior). Обикновено се смята, че Уотсъновият бихевиоризъм е наследник на Британския емпиризъм и по-специално на възгледите на Джон Лок, въпреки че Уотсън не казва нищо съществено за тези неща. По-лесно е да се проследи научната му философия през влиянието на Льоб и работите на Иван Сеченов (1829 – 1905) и Владимир Бехтерев. По-късно Уотсън проявява интерес към работата на Иван Павлов (1849 – 1936) и включва силно опростена версия на неговите принципи в по-популярните си работи.
Умира на 25 септември 1958 година в Ню Йорк на 80-годишна възраст.

## Научна дейност

### Дисертация върху поведението на животните
Уотсън завършва в Чикагския университет през 1903. Дисертацията му „Обучение на животните: Експериментално проучване върху психичното развитие на белия плъх във връзка с растежа на нервната му система“ е първата модерна научна книга върху поведението на плъховете. Историкът Доналд Дюсбъри я описва като „класика в психологията на развитието“. „Обучение на животните“ разглежда връзката между миелинизацията в мозъка и способността за учене при плъхове на различна възраст. Уотсън доказва, че степента на миелинизация не е свързана със способността за учене. Уотсън осава няколко години в Чикагския университет, занимавайки се с връзката между входящи стимули, учене и поведението на птиците.

### Бихевиоризъм
Бихейвиоризъм или също бихевиоризъм е научна област в съвременната психология. През целия 20 век бихейвиористичната школа се конкурира с психоаналитичното движение.
През 1913 публикува една статия, считана от мнозина за най-важния му принос „Психологията, както я вижда бихевиориста“ – наричана понякога „Бихевиористичен манифест“. В тази статия Уотсън задава основните черти на новата си философия на психологията, наречена „бихевиоризъм“. Първият параграф на статията ясно очертава неговата позиция:
| „ | Психологията, както я вижда бихейвиориста“ е напълно обективен експериментален клон от естествознанието. Теоретичната му цел е свързана с предвиждането и контрола на поведението. ой отрича ролята на интроспекцията в методологията на бихевиоризма, както и научната стойност на данните, събрани по подобен начин. Изключена е употреба на каквито и да е менталистични термини и интерпретации свързани със съзнанието. Бихевиориста по неговите думи, търсейки схемата на животинския отговор, не прави разлика между звяр и човек, тъй като човешкото поведение с цялата си сложност и рафинираност съставлява само част от схемата за полето на изследване на бихейвиориста. | “ |

Манифестът обаче не се позовава на специфични принципи за поведението. През 1913 Уотсън разглежда условния рефлекс на Павлов като преди всичко психологически механизъм за контролиране на секрецията на жлезите. Той вече е отхвърлил „законът за ефекта“ на Едуард Торндайк (предшественик на Скинъровия принцип на подкреплението), затова Уотсън вярва, че това са ненужни субективни елементи. Чак през 1916 Уотсън ще разпознае по-общото значение на формулировката на Павлов и ще я превърне в обект на президентското си обръщение към Американската психологическа асоциация. Липсата на специфични механизми на поведението в „Психологията, както я вижда бихевиориста“ са причина някои негови колеги да я отрекат като философска спекулация без сериозна основа. Статията става широко позната едва след като започва широко да се цитира в учебниците по увод в психологията през 50-те. Статията е забележителна със защитата си на обективния научен статус на приложната психология, която по това време се смята за много по-нисша в сравнение с установената структуралистка експериментална психология.
Уотсъновата теория за мисленето като състоящо се от „субвокална реч“ също е представена в статията. Въпреки това, появата ѝ е по-скоро резултат от последвали допълнения на мисълта, тъй като се появява в серия обяснителни бележки под линия, а не в самия текст на статията. Изглежда, че Уотсън е добавил бележките заради друга статия върху субвокалната реч на Анна Вицойковска, която трябвало да се появи в същия брой на „Psychological Review“. Теорията за мисленето като субвокална реч не е оригинална негова идея. Петнадесет години по-рано Х. Къртис опитва да измери движенията на ларинкса по време на мислене.
Със своя бихевиоризъм Уотсън поставя акцента върху външното поведение на хората и техните реакции на дадени ситуации, а не върху по-скоро вътрешните, душевни състояния на тези хора. По негово мнение анализът на поведението и реакциите е единственият начин да се проумеят човешките действия.